# India ai Giochi della XXXIII Olimpiade
L'India ha partecipato ai Giochi della XXXIII Olimpiade, svoltisi a Parigi dal 26 luglio all'11 agosto 2024, con una delegazione di 115 atleti, 69 uomini e 46 donne, in 16 discipline.
I portabandiera alla cerimonia di apertura sono stati Sharath Kamal e Pusarla Sindhu.

## Medagliere

### Medaglie
| Medaglia | Nome | Sport            | Evento                                    |
| -------- | --- | ---------------- | ----------------------------------------- |
| Argento  | Neeraj Chopra | Atletica leggera | Lancio del giavellotto maschile           |
| Bronzo   | Manu Bhaker | Tiro             | Pistola 10 metri aria compressa femminile |
| Bronzo   | Manu Bhaker Sarabjot Singh | Tiro             | Pistola 10 metri aria compressa a squadre |
| Bronzo   | Swapnil Kusale | Tiro             | Carabina 50 metri 3 posizioni maschile    |
| Bronzo   | Jarmanpreet Singh Abhishek Nain Manpreet Singh Hardik Singh Gurjant Singh Sanjay Rana Mandeep Singh Harmanpreet Singh Lalit Upadhyay P. R. Sreejesh Sumit Walmiki Shamsher Singh Raj Kumar Pal Amit Rohidas Vivek Prasad Sukhjeet Singh | Hockey su prato  | Torneo maschile                           |
| Bronzo   | Aman Sehrawat | Lotta            | 57 kg maschile                            |

## Delegazione
| Sport             | Uomini | Donne | Totale |
| ----------------- | ------ | ----- | ------ |
| Atletica leggera  | 18     | 11    | 29     |
| Badminton         | 4      | 3     | 7      |
| Canottaggio       | 1      | 0     | 1      |
| Equitazione       | 1      | 0     | 1      |
| Golf              | 2      | 2     | 4      |
| Hockey su prato   | 19     | 0     | 19     |
| Judo              | 0      | 1     | 1      |
| Lotta             | 1      | 5     | 6      |
| Nuoto             | 1      | 1     | 2      |
| Pugilato          | 2      | 4     | 6      |
| Sollevamento pesi | 0      | 1     | 1      |
| Tennis            | 3      | 0     | 3      |
| Tennistavolo      | 3      | 3     | 6      |
| Tiro              | 10     | 11    | 21     |
| Tiro con l'arco   | 3      | 3     | 6      |
| Vela              | 1      | 1     | 2      |
| Totale            | 69     | 46    | 115    |